# Minirex
Der Minirex-Verlag, Luzern, besteht seit 1972 und ist auf Eisenbahn-Literatur spezialisiert. Nebst Fachbüchern und dem seit 1978 erscheinenden Minirex-Kalender werden monatlich die Zeitschriften Schweizer Eisenbahn-Revue, Eisenbahn-Revue International, Eisenbahn Österreich und Schienenverkehr aktuell herausgegeben. Alle zwei Monate erscheint Railway Update in englischer Sprache. Am Sitz des Verlages in Luzern ist ein rundes Dutzend Mitarbeiter tätig. In Wien ist der Verlag mit einer eigenen Redaktion präsent. Hinzu kommen freie Mitarbeiter in Deutschland und weiteren europäischen Ländern.

## Geschichte
In den Jahren 1974/75 wurde eine Kleinserie von 300 Stück der SBB-Lokomotive Re 4/4 I für die Nenngröße H0 hergestellt.
Erstes Verlagserzeugnis war ein Sortiment an Eisenbahn-Postern. Im Sommer 1975 erschien erstmals der Minirex-Kalender. Seit 1977 gehören Ansichtskarten zum Sortiment; mittlerweile sind zirka 300 Eisenbahnmotive erhältlich.
1978 begann die Herausgabe eigener Bücher und der Schweizer Eisenbahn-Revue, mit dem Ziel, eine von Bahnen und Industrie unabhängige Informationsquelle zur Verfügung zu stellen. Das Heft erschien zunächst quartalsweise. Anfang 1992 wurde die vor allem auf den deutschen Markt ausgerichtete Eisenbahn-Revue International lanciert. Ende 1994 übernahm der Minirex-Verlag zusätzlich die Zeitschrift Eisenbahn vom österreichischen Bohmann-Verlag. Deren Name wurde auf Eisenbahn Österreich geändert.
Alle drei Zeitschriften erscheinen monatlich und richten sich an ein Fachpublikum, etwa Mitarbeiter von Bahnunternehmen oder der Bahnindustrie. Internationale Themen erscheinen in einem gemeinsamen Mittelteil. Der Fokus liegt dabei auf den europäischen Ländern.
2006 wurde die englische Ausgabe Railway Update lanciert. Das sechs Mal jährlich erscheinende Heft enthält eine Auswahl von übersetzten Beiträgen der deutschsprachigen Hefte.
Ende 2009 übernahm der Verlag die bis dahin im Wiener Verlag Pospischil erscheinende Zeitschrift Schienenverkehr aktuell. Dieses Heft umfasst im Gegensatz zu den übrigen Publikationen des Verlags auch einen Modellbahn-Teil und räumt historischen Themen viel Platz ein.